# Bamako
Bamako er hovedstaden i Mali. Byen har 1.809.106 indbyggere (2009). Den ligger ved bredden af Nigerfloden i den sydvestlige del af landet. I 2006, var byen beregnet som den hurtigst voksende by i Afrika, og den sjette hurtigst voksende i verden.
Omkring halvdelen af landets bybefolkning bor i Bamako. Byen blev grundlagt, da franske kolonister i 1880 besatte det halvtørre område ved Nigerflodens bred, hvor der allerede var en gruppe af landsbyer.

## Klima
| Vejr for Bamako, Mali                                     | Vejr for Bamako, Mali | Vejr for Bamako, Mali | Vejr for Bamako, Mali | Vejr for Bamako, Mali | Vejr for Bamako, Mali | Vejr for Bamako, Mali | Vejr for Bamako, Mali | Vejr for Bamako, Mali | Vejr for Bamako, Mali | Vejr for Bamako, Mali | Vejr for Bamako, Mali | Vejr for Bamako, Mali | Vejr for Bamako, Mali |
|                                                           | Jan                   | Feb                   | Mar                   | Apr                   | Maj                   | Jun                   | Jul                   | Aug                   | Sep                   | Okt                   | Nov                   | Dec                   | År                    |
| --------------------------------------------------------- | --------------------- | --------------------- | --------------------- | --------------------- | --------------------- | --------------------- | --------------------- | --------------------- | --------------------- | --------------------- | --------------------- | --------------------- | --------------------- |
| Gennemsnitlig maks °C                                     | 33,4                  | 36,4                  | 38,5                  | 39,6                  | 38,5                  | 35,3                  | 32,1                  | 31,1                  | 32,2                  | 34,6                  | 35,3                  | 23,4                  | 35                    |
| Gennemsnitlig min °C                                      | 17                    | 19,9                  | 22,9                  | 25,2                  | 25,4                  | 23,6                  | 22,2                  | 21,8                  | 21,6                  | 21,3                  | 18,4                  | 16,8                  | 21,3                  |
| Gennemsnitlig nedbør mm                                   | 0,6                   | 0,7                   | 2,1                   | 19,7                  | 54,1                  | 132,1                 | 224,1                 | 290,2                 | 195,9                 | 66,1                  | 5,2                   | 0,5                   | 991,3                 |
| Kilde (2016): World Meteorological Organization (engelsk) |                       |                       |                       |                       |                       |                       |                       |                       |                       |                       |                       |                       |                       |